# Antonio María Rouco Varela
Antonio María Rouco Varela (Villalba, 20 de agosto de 1936) es un jurista, canonista, arzobispo y cardenal español, catedrático de Derecho Canónico, académico de número de la Real Academia de Ciencias Morales y Políticas (medalla n.º 33) y miembro de la Real Academia de Doctores de España. Fue arzobispo de Santiago de Compostela de 1984 a 1994 y arzobispo de Madrid entre 1994 y 2014, y presidió la Conferencia Episcopal Española durante cuatro legislaturas entre 1999 y 2005 y desde 2008 a 2014.

## Biografía

### Primeros años y formación
Antonio María nació el 20 de agosto de 1936, en el municipio lucense de Villalba, en Galicia (España). Tras realizar estudios de Latín, Humanidades y Filosofía en el Seminario de Mondoñedo entre 1946 y 1954, estudió Teología en la Universidad Pontificia de Salamanca entre 1954 y 1958.
Estudió luego Derecho y Teología en la Universidad de Múnich, donde obtuvo el doctorado en derecho canónico en 1964 con una tesis sobre las relaciones entre Iglesia y Estado en el siglo XVI.

### Sacerdocio
Fue ordenado sacerdote el 28 de marzo de 1959 en la catedral vieja de Salamanca; pocos días después, celebra su primera misa en la iglesia parroquial de su localidad natal, Santa María de Villalba.
Fue profesor de Teología Fundamental y Derecho canónico en el Seminario de Mondoñedo entre 1964 y 1966, y profesor adjunto en el Instituto de Derecho Canónico de la Universidad de Múnich entre 1966 y 1969. En 1969, ya en Salamanca, pasó a formar parte del claustro de la  Universidad Pontificia de Salamanca, ejerciendo como profesor de Derecho Público Eclesiástico hasta 1971, cuando se convierte en catedrático de Derecho Canónico Fundamental, asignatura que impartirá hasta 1976. En 1972, es nombrado vicerrector de la Universidad Pontificia. 

## Episcopado

### Episcopado en Compostela
El 17 de septiembre de 1976 fue nombrado obispo titular de Gergi y auxiliar de Santiago de Compostela, siendo ordenado en la catedral compostelana por el arzobispo Suquía el 31 de octubre del mismo año. Posteriormente, el 9 de mayo de 1984, sería nombrado arzobispo de la capital gallega, sucediendo a Suquía. Desde esta posición, fue protagonista en la organización de diversos eventos importantes para la ciudad, entre los que destaca la visita del papa Juan Pablo II en 1982 y, en 1989, la IV Jornada Mundial de la Juventud.

### Arzobispo de Madrid
El 28 de julio de 1994 fue nombrado arzobispo de Madrid, sucediendo nuevamente en el cargo al ya cardenal Suquía. Tomó posesión de su nueva sede el 22 de octubre del mismo año. 
Ejerció el cargo de presidente de la Conferencia Episcopal Española entre 1999 y 2005, dos mandatos. El 29 de mayo de 2001 ingresó como académico de número de la Real Academia de Ciencias Morales y Políticas (medalla n.º 33). El 4 de marzo de 2008 fue elegido por tercera vez como presidente de la Conferencia Episcopal, tras el periodo de 2005 a 2008 en el que el presidente de la institución había sido el obispo de Bilbao, Ricardo Blázquez; este prelado, en la misma fecha, pasó a ser vicepresidente por votación.
El 25 de junio de 2008 tomó posesión como académico numerario de la Real Academia de Doctores de España pronunciando una disertación con el título Las relaciones Iglesia-Estado: perspectivas actuales.
El 27 y 28 de marzo de 2009 se celebraron varios actos conmemorando las bodas de oro sacerdotales del cardenal Rouco.
Fue reelegido presidente de la Conferencia Episcopal Española el 1 de marzo de 2011, durante la XCVII Asamblea Plenaria, convirtiéndose así en el prelado que durante más tiempo ha ejercido este cargo, un total de doce años.
Es el único arzobispo que ha organizado dos Jornadas Mundiales de la Juventud. Después de la Jornada Mundial de Santiago de Compostela, en el año 1989, organizó la Jornada Mundial de la Juventud de Madrid. El papa Benedicto XVI había anunciado, al finalizar la Jornada Mundial de la Juventud de Sídney, que la siguiente sede sería Madrid en 2011.
Fue representante de la Conferencia Episcopal Española en la XIII Asamblea General Ordinaria del Sínodo de los Obispos (Vaticano, 7-28 de octubre de 2012).
El 12 de marzo de 2014 pasó a ser, en su condición de arzobispo de Madrid, vocal nato del Comité Ejecutivo de la Conferencia Episcopal Española.

### Cardenalato
Fue creado cardenal por el papa Juan Pablo II en el consistorio del 21 de febrero de 1998.
A la muerte de Juan Pablo II, Antonio María Rouco Varela fue uno de los seis cardenales electores españoles que participaron en el cónclave papal de 2005, en el que se designó a Benedicto XVI como nuevo sumo pontífice.
El 18 de septiembre de 2010 participó en la ceremonia de beatificación de la religiosa María de la Purísima que se celebró en el Estadio Olímpico de La Cartuja de Sevilla.
En 2013, tras la renuncia de Benedicto XVI, Rouco participó en su segundo cónclave como cardenal elector, junto con otros cuatro cardenales españoles. De este cónclave saldría elegido papa Francisco.
El 28 de agosto de 2014 fue aceptada su renuncia al gobierno pastoral de la Archidiócesis de Madrid por límite de edad, permaneciendo como administrador apostólico de la misma hasta el 25 de octubre, fecha en que tomó posesión su sucesor, Carlos Osoro. Durante su etapa al frente de la Archidiócesis de Madrid, Rouco Varela ofició numerosos actos de la familia real, como la boda del Príncipe Felipe y Letizia Ortiz y el bautizo de sus hijas, Leonor y Sofía. Tras su jubilación, mantiene su residencia en Madrid, cerca de la Catedral de la Almudena.
En 2022, el Cardenal Carlos Osoro, Gran Canciller de la Universidad Eclesiástica San Dámaso, le concedió la medalla de oro de la Universidad.

### Cargos en la curia romana
En la Curia Romana ha sido miembro de:
- Congregación para el Clero (nombramiento 25 de febrero de 1998 y 1 de abril de 2008).
- Congregación para la Educación Católica (nombramiento 25 de febrero de 1998, confirmación 24 de abril de 2012 y 9 de noviembre de 2013).
- Pontificio Consejo para la Interpretación de textos legislativos de la Iglesia (nombramiento 6 de octubre de 1998, confirmación 21 de octubre de 2004).
- Pontificio Consejo para la Cultura (nombramiento 19 de octubre de 1998, confirmación 30 de diciembre de 2003 y el 30 de diciembre de 2008).
- Congregación para los Obispos (nombramiento 19 de octubre de 1998, confirmación 10 de noviembre de 2003 y 1 de diciembre de 2008).
- Pontificio Consejo Cor Unun (nombramiento 20 de septiembre de 2000, confirmación 24 de abril de 2007 y 27 de septiembre de 2012).
- Tribunal Supremo de la Signatura Apostólica (nombramiento 30 de marzo de 2004).
- Consejo de Cardenales para el estudio de los problemas organizativos y económicos de la Santa Sede (nombramiento 29 de noviembre de 2004, confirmación 23 de octubre de 2010).
- Prefectura de los Asuntos Económicos de la Santa Sede (nombramiento 5 de marzo de 2005, confirmación 8 de junio de 2010).
- Pontificio Consejo para las Comunicaciones Sociales (nombramiento 7 de octubre de 2006).

## Posiciones
Rouco Varela ha sido descrito por medios de comunicación como uno de los jerarcas más conservadores de la Iglesia Católica en España. Así, ha mostrado su desacuerdo con las políticas llevadas a cabo en España sobre el aborto o los matrimonios homosexuales, en el marco de su crítica al llamado "relativismo cultural" en la sociedad. Muchas de estas manifestaciones públicas han causado cierta polémica, provocando adhesiones y rechazo por parte de diversos medios, asociaciones y políticos.
Rouco Varela ha mostrado en varias ocasiones su oposición a lo que él llama una resurrección del laicismo radical en España. Respecto a la crisis y su incidencia en los jóvenes durante el 15M, opinó que "impacta sobre todo en los jóvenes, como estamos viendo estos días con el fenómeno del 15M de la Puerta del Sol: jóvenes que no conocen a Dios, no conocen a Cristo......Se encuentran con las vidas rotas, y si las soluciones temporales y materialistas no funcionan, como no están funcionando, el fracaso está servido, y la rebelión también, y el desconcierto todavía más".

## Reconocimientos
- Doctorado honoris causa por la Universidad de Navarra (2003).
- Doctorado honoris causa por la Universidad FASTA (Fraternidad de Agrupaciones Santo Tomás de Aquino) de Mar del Plata, Argentina (2006).
- Doctorado honoris causa por la Universidad de San Pablo-CEU de Madrid (2006).
- Doctorado honoris causa por la Universidad de Burgos (2007).
- Doctorado honoris causa por la Pázmány Péter Catholic University (PPKE) de Budapest (2015).
- Doctorado honoris causa por la Universidad Católica San Antonio de Murcia (2016).[23]

## Distinciones
- Medalla de oro de la Universidad Pontificia de Salamanca (2006).
- Medalla de oro de la Universidad Eclesiástica San Dámaso de Madrid (2022).[15]

## Obras

### Libros
- Estado e Iglesia en la España del siglo XVI (2001).
- Teología y Derecho. Escritos sobre aspectos fundamentales de derecho canónico y de las relaciones Iglesia-Estado (2003).

- La familia, motivo de esperanza. Doctrina y vida (2015).

- Santa Teresa de Jesús, reformadora de la vida consagrada, ayer y hoy (2017).

- La familia ante el reto de la secularización (2019).

- Teología del derecho canónico (2024).

## Sucesión
| Predecesor: Luigi Oldani            | Obispo titular de Gergis 1976-1984                           | Sucesor: Patricio Infante Alfonso |
| Predecesor: Ángel Suquía Goicoechea | Arzobispo de Santiago de Compostela 1984-1994                | Sucesor: Julián Barrio Barrio     |
| Predecesor: Ángel Suquía Goicoechea | Arzobispo de Madrid 1994-2014                                | Sucesor: Carlos Osoro             |
| Predecesor: Narciso Jubany Arnau    | Cardenal Presbítero de San Lorenzo en Dámaso 1998-actualidad | Sucesor: En el cargo              |
| Predecesor: Elías Yanes Álvarez     | Presidente de la Conferencia Episcopal Española 1999-2005    | Sucesor: Ricardo Blázquez Pérez   |
| Predecesor: Ricardo Blázquez Pérez  | Presidente de la Conferencia Episcopal Española 2008-2014    | Sucesor: Ricardo Blázquez Pérez   |